# Letícia Santos
Letícia Santos de Oliveira, nota come Letícia Santos (Atibaia, 1º dicembre 1994), è una calciatrice brasiliana, difensore del Corinthians e della nazionale brasiliana.

## Carriera

### Nazionale
Letícia Santos inizia ad essere convocata dalla Federcalcio brasiliana nel 2010, inserita dal tecnico federale Doriva Bueno nella rosa delle 21 calciatrici della formazione Under-20 che affronta il Mondiale di Canada 2014. In quell'occasione Gaspar la impiega in tutti i tre incontri disputati dal Brasile nel gruppo B della fase a gironi, dove le prestazioni della squadra non si rivelano all’altezza delle avversarie che, dopo il pareggio per 1-1 con la Cina, perdono sia l'incontro con gli Stati Uniti (1-0) e con la Germania (5-1) che poi si aggiudicherà il torneo.
Nel 2019 partecipa al Mondiale con la nazionale brasiliana esordendo contro la Giamaica.

## Palmarès

### Nazionale
- Campionato sudamericano Under-20: 1

2014
- Copa América: 1

Colombia 2022